# قاعدة بيانات جالفيو
جالفيو هو مجموعة من البرمجيات المعلوماتية الحيوية التي يتم استخدامها لاستكشاف وتحرير تراصفات تسلسلية متعددة، وهو مكتوب بلغة البرمجة جافا ,وقد كتب البرنامج في الأصل من قبل ميشيل كلامب بينما كان يعمل في مجموعة جيوف بارتون في المعهد، وهو نسخة معاد هندستها من إنتاج أندرو ووترهاوس وجيم بروكتر بينما كان يعمل في مجموعة جيوف بارتون في جامعة دندي ,في عام 2005 ,وتدعم تطويرها من قبل مجلس بحوث التكنولوجيا الحيوية والعلوم البيولوجية، يتم استخدامه على نطاق واسع من قبل مجموعة متنوعة من خوادم الويب (على سبيل المثال خادم معهد المعلوماتية الحيوية الأوروبي كلوستال ClustalW وقاعدة بيانات مجال بروتين بفام) ,ولكن يتوفر كمحرر مواءمة للأغراض العامة. جالفيو لديها مجموعة واسعة من الوظائف بالإضافة إلى تسلسل متعددة، محاذاة عرض وتحرير  بما في ذلك حساب شجرة التطور  ,  وعرض الهياكل الجزيئية، العديد من هذه تستخدم خدمات الويب الخارجية لاستيراد البيانات.